# Alexander Siemon

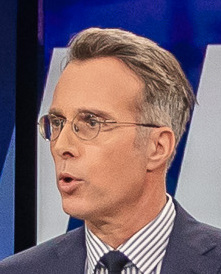
Alexander Siemon (2024)

Alexander Siemon (* 4. Oktober 1967 in Frankfurt am Main) ist ein deutscher Journalist, Nachrichtensprecher und Fernsehmoderator.

## Wirken
Alexander Siemon absolvierte nach einigen Stationen in der Bankenbranche von 1995 bis 2000 das Studium der Theaterwissenschaften, Film- und Medienwissenschaften an der Johann-Wolfgang-Goethe-Universität Frankfurt am Main. Parallel dazu absolvierte er 1997 ein Volontariat bei der Taunusfilm GmbH.
Sein journalistischer Werdegang führte ihn zunächst als Redakteur zu Deutsche Bank TV und RTL Hessen Live. Im Herbst 1999 wechselte er zu den „Sat.1 Nachrichten“ in Mainz, wo er im wöchentlichen Wechsel die Regionalnachrichten für Hessen und Rheinland-Pfalz moderierte. Im Sommer 2000 ging Siemon zum Nachrichtensender N24 (jetzt WELT), wo er seit Juli 2002 zum festen Moderatorenteam der Wirtschaftsredaktion und der Nachrichten gehört. Von 2004 bis 2009 moderierte Siemon außerdem die Nachrichtensendungen beim Fernsehsender kabel eins.